# Colobanthus quitensis
Colobanthus quitensis je jeden ze dvou druhů krytosemenných rostlin, jež se vyskytují v antarktické oblasti.

## Popis
Tato stálezelená rostlina je rozšířena směrem na jih od Mexika až po severní část Antarktického poloostrova a roste i na antarktických ostrovech (Jižní Shetlandy, Jižní Orkneje) a na dalších ostrovech mezi Jižní Amerikou a Antarktidou. Dorůstá do výšky 5 cm a svým polštářovitým tvarem se podobá mechu. Semena z ní vypadávají v lednu a únoru. Její květy jsou velmi drobné a jsou žluté nebo bílé barvy.
Vzhledem ke globálnímu oteplování se Colobanthus quitensis rychle rozšiřuje dál na jih, i pod 68. stupeň jižní šířky. Její množství se v Antarktidě v posledních desetiletích místy i zpětinásobilo.